# José María Aguilar
José María Aguilar (Buenos Aires, 25 settembre 1962) è un dirigente sportivo argentino, presidente del Club Atlético River Plate dal 2001 al 2009.

## Biografia
Nato nel barrio di Villa Urquiza, si laureò in giurisprudenza all'Università di Buenos Aires. Entrò a far parte della dirigenza del River Plate nel 1989, iniziando a svolgervi incarichi rilevanti dal 1993; nel 1996 divenne segretario e nel 2001 venne eletto presidente, succedendo a David Pintado. Durante il suo periodo in carica, il club vinse 4 tornei di Clausura (2002, 2003, 2004, 2008) e venne inaugurata una politica di valorizzazione dei giovani del vivaio, che non erano ceduti alla prima occasione, ma fatti maturare in prima squadra e in seguito venduti. Nonostante l'intenzione di risanare il debito della società, la situazione economica durante la gestione Aguilar non migliorò, e al momento dell'elezione del suo successore il bilancio era in rosso di 40 milioni di dollari. Aguilar è stato uno dei presidenti del River maggiormente criticati, per via della sua gestione delle finanze e dei giocatori; inoltre, per via della modalità dei trasferimento in campionati esteri di giocatori del River come Maxi López o Fernando Belluschi,e fece andare il river plate in disgrazia, il dirigente ha avuto problemi con la giustizia in Argentina ed è stato aperto un procedimento a suo danno. Nel dicembre del 2009 le elezioni presidenziali hanno decretato vincitore Daniel Passarella.